# ويندي شامبرلن
ويندي شامبرلن (بالإنجليزية: Wendy Chamberlin)‏ هي دبلوماسية أمريكية، ولدت في 12 أكتوبر 1948 في بيثيسدا في الولايات المتحدة.

## وصلات خارجية
- ويندي شامبرلن على موقع إن إن دي بي (الإنجليزية)